# Figurina Animációs Kisszínpad

## Története
A Figurina Animációs Kisszínpadot 1983-ban, mint hosszú idő után az első önálló magánbábszínházat alapította Siklósi Gábor és Fers Klára. A Figurina ma is kicsi, egy-kétszemélyes bábszínházként működik, de hosszú működése alatt több, mint harminc alkotó- vagy játszótárssal készített közösen bábelőadást.
A Figurina műsoraival rendszeresen megméretteti magát a hazai és a nemzetközi szakmai fórumokon, de olykor jelen van valamelyik előadásával egy-egy budapesti színház (eddig: Bárka Színház, Kolibri Színház, Komédium Színház és Merlin Színház, valamint a Mozsár Műhely) műsorai között is.
A Figurina eredendően vándorbábszínházként járja az országot és a világot, 2008 óta  saját, állandó játszóhellyel is rendelkezik, ahol rendszeresen mutatja be legjobb előadásait a nagyközönségnek. A Figurina alapítói – Fers Klára és Siklósi Gábor – megosztva -, 2010-ben állami kitüntetést, Blattner Géza – díjat kaptak „kiemelkedő bábművészeti tevékenységükért”.
A Figurina ugyan hisz az állandóságban, mégsem akar bezárkózni magába, ezért folyamatosan hirdet felvételt bábstúdiójába, korosztályi és előképzettségi feltételek nélkül.https://www.figurina.hu/hu/bemutatkoz%C3%A1s.html

## Repertoár
- Grim(m)aszok
- A Nap és a Hold elrablása
- Eszti álma
- Hol vagy Mikulás?
- Gigantocircus
- Microcircus
- Párácska és a kishal története
- Jancsi és Juliska
- A halász meg a felesége
- A hókirálynő bálja
- História
- A Nap és a Hold elrablása (tűzzománcos)
- Tóbiás és Kelemen
- Pókvári mese

A Figurina előadásairól készült videók

## Elismerések
- Blattner Géza-díj – 2010

## Utazások, nemzetközi szereplések
- Lugano (CH) (1986)
- Ascona (CH) (1988)
- Charleville-Mezieres (F) (1988, 1991, 1994)
- Vinci, San Miniato, Certaldo (I) (1989, 2004)
- Burgdorf (CH) (1989)
- Pforzheim (D) (1991, 1996, 1999, 2002)
- Zeewolde, Amersfort (NL) (1991)
- Gent (B) (1991, 1998, 2001)
- Bludenz (A) (1991)
- La Chaux de Fond (CH) (1991, 2006)
- London (GB) (1991)
- Croix (F) (1991, 1992)
- Tolosa (SP) (1991)
- Wien (A) (1992, 1993)
- Banska Bistrica (SK) (1994, 1996)
- Drenchia, Gorizia, Savogna (I) (1996)
- Liberec (CZ) (1996)
- Solothurn, Bern, Subingen (CH) (1996/
- Besancon (F) (1996/
- Roermond (NL) (1998)
- Landshut (D) (1999)
- Perugia (I) (1999)
- Hohnstein (D) (2000)
- Pontassieve (I) (2000)
- Iida (Japán) (2000)
- Gorizia (I) (2000)
- Porto S. Elpidio (I) (2001, 2004)
- Gourin (F) (2002)
- San Pietro al Natisone (I) (2002)
- Campi Bisenzio (I) (2004)
- Tournai (B) (2006)
- Genf (CH) (2006)
- Isztambul (T) (2006/
- Nagyvárad – Kolozsvár – Gyergyószentmiklós – Sepsiszentgyörgy (RO) (2006/
- Fülek – Losonc – Rimaszombat – Szilice (SK) (2006/
- Dordrecht (NL) (2006/
- Cividale del Friuli (I) (2006/
- Besztercebánya / Banská Bystrica (SK) (2006/
- Norwich, (GB) (2006, 2007, 2008, 2009)
- Essen (D) (2007)
- Ceské Budojevice (CZ) (2008)
- Certaldo (I) (2008)
- Helsinki, Tampere (FIN) (2009)
- Prague (CZ) (2009)
- World Festival – Award „The Best Animation” Vaprio d’ A. – Cassano d’ A. – Trezzo (I) (2009)
- Brasilia – Palma (BR) (2009)
- Bukarest (RO) (2009)
- Bielefeld (D) (2010)
- Prague (CZ) (2010)
- Stockholm, Lund, Halmstad, Göteborg, Kumla (S) (2010)
- Ljungby, Jönköping, Malmö, Kristianstad (S) (2010)
- Amszterdam (NL) (2011)
- Veroli, Follonica (IT) (2011)
- Skipton (GB) (2011)
- Espoo, Tampere (FIN) (2011)